# Michael Salzer
Michael Salzer (* 25. Oktober 1991 in Stuttgart) ist ein deutscher Bobfahrer und ehemaliger Leichtathlet.

## Karriere
Michael Salzer begann als Kind mit dem Handballspielen bei der TG Nürtingen, wo er bis zur B-Jugend aktiv war. Fortan konzentrierte er sich dann auf die Leichtathletik und wurde dabei unter anderem von seinem Vater Peter trainiert. 2010 wurde Salzer in den Kader des Württembergischen Leichtathletik-Verbandes berufen und belegte bei den Leichtathletik-Juniorenweltmeisterschaften 2010 den achten Platz im Diskuswurf. Ein Jahr später machte er sein Abitur am Wirtemberg-Gymnasium Stuttgart-Untertürkheim. Bei den Leichtathletik-U23-Europameisterschaften 2013 wurde er im Diskuswurf Sechster.
2014 kam er über seinen Freund David Wrobel, ebenfalls Diskuswerfer, zum Bobsport. Nach einem Anschubtest in Oberhof, gab er bereits im November 2014 als Anschieber des Viererbobs von Christoph Hafer sein Debüt im Europacup. Es folgten bis 2018 einige weitere Starts im Europacup. 2015 wurde er zusammen mit Hafer, Marc Rademacher und Jakob-Kilian Trenkler Juniorenweltmeister im Viererbob. 2017 und 2018 gewann Salzer in dieser Disziplin bei der Junioren-WM jeweils Silber.
Am 15. Dezember 2019 folgte schließlich im Viererbob von Hafer sein Debüt im Weltcup. 2020 pausierte Salzer und machte sein Staatsexamen als Physiotherapeut. Nach einem Jahr Pause folgten Anfang 2021 weitere Weltcup-Starts an der Seite von Hafer. Bei den Europameisterschaften 2022 verpasste er im Viererbob von Hafer zusammen mit Matthias Sommer und Tobias Schneider als Vierter eine Medaille.
Bei den Olympischen Winterspielen 2022 in Peking ist Salzer im Viererbob-Wettkampf, wie bereits bei der EM, mit Sommer und Schneider als Anschieber für den Bob von Hafer vorgesehen.

## Familie
Michael Salzer ist der Sohn der ehemaligen Leichtathletin Anke Salzer, die unter ihrem Mädchennamen Köninger 1984 im Siebenkampf und 1988 mit der 4-mal-100-Meter-Staffel Deutsche Meisterin wurde. Sein Vater Peter wurde 1975 und 1976 Deutscher Jugendmeister im Kugelstoßen und ist heute WLV-Landestrainer für Diskuswerfen und Kugelstoßen sowie Trainer von Niko Kappel.